# Lotus Esprit
Lotus Esprit — спортивный автомобиль, который изготавливался компанией Lotus Cars в Великобритании в период между 1976 и 2004 годами.

## Разработка
Впервые модель Lotus Esprit появилась в 1974 году, когда Колин Чепмен заказал у студии Italdesign проект нового суперкара, который должен был сменить устаревшую внешне модель Europa. Изначально было предложено название Kiwi, но компания решила не нарушать традицию, согласно которой все названия её автомобилей начинались на «E». Дизайн автомобиля поручили итальянцу Джорджетто Джуджаро. Автомобиль восприняли весьма позитивно и сразу же запустили в производство, и с 1976 года он начал поступать дилерам.

## Описание

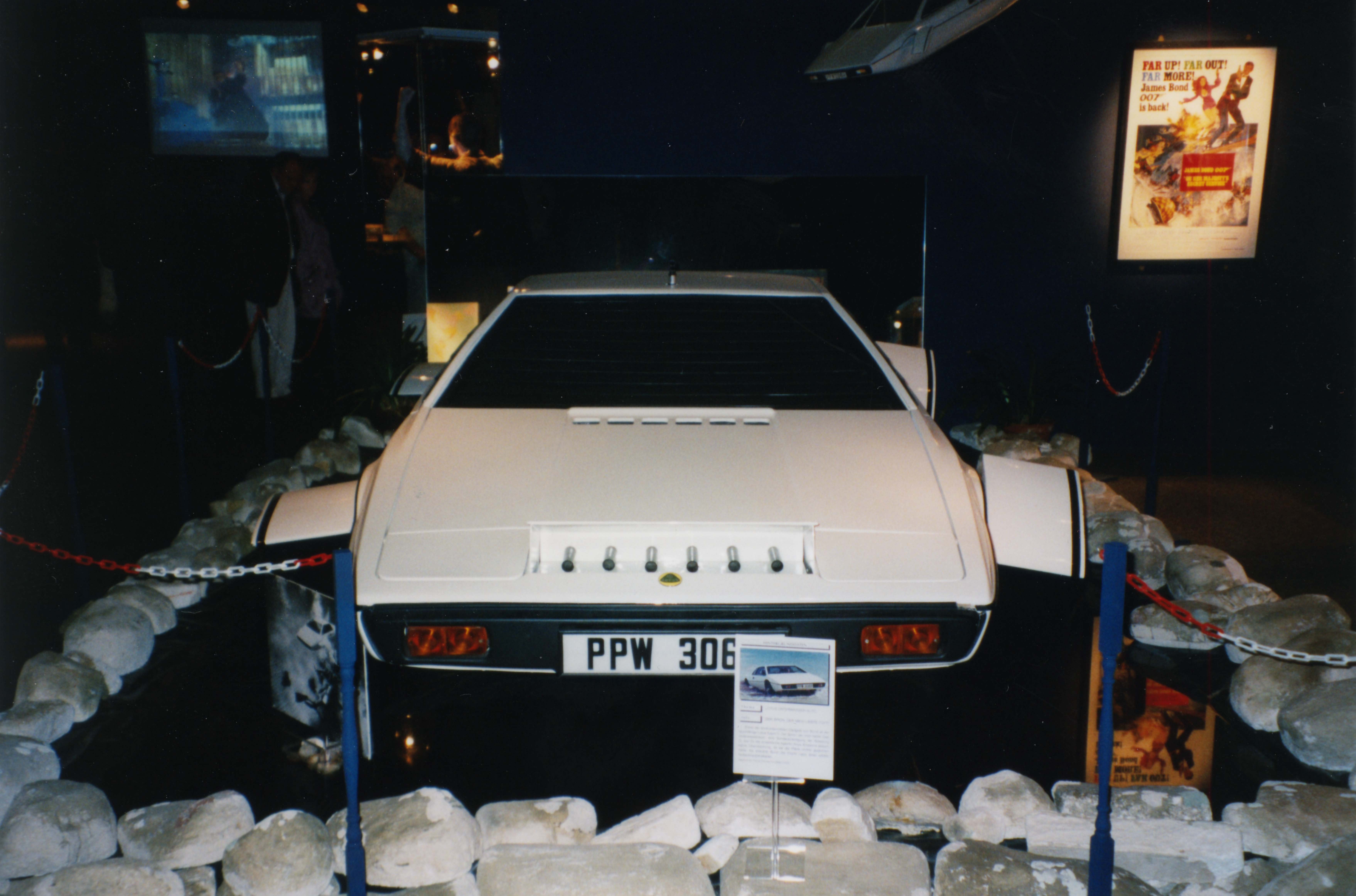
Автомобиль из фильма «Шпион, который меня любил»

Автомобиль получил известность благодаря появлению в фильме о Джеймсе Бонде «Шпион, который меня любил» (1977), где снимался фиктивно-модифицированный вариант. Esprit Бонда преследовали по дороге сначала на мотоцикле, потом на другом автомобиле, а затем на вертолёте. Автомобиль мог превращаться в субмарину для подводного боя.
Автомобиль имел клинообразную форму с многочисленными острыми углами и ломанными линиями, с открывающимися фарами и без привычной решётки радиатора — двигатель был установлен сзади, как и на большинстве других суперкаров. В итоге специально созданный для этой модели двигатель размещался на хребтовой раме перед осью задних колёс. Изначально 160-сильный мотор объёмом 1973 см² агрегатировался вместе с трансмиссией от другого тогдашнего суперкара — Citroën SM: у него же заимствовали тормозные механизмы, вынесенные к картеру главной передачи. В дальнейшем модельная гамма двигателей регулярно обновлялась. Так появилась версия с двигателем в 2174 см² (210 л. с.). Затем этот же мотор несколько раз турбировался, набирая мощность до 280 и даже 300 л. с.; система управления стала полностью электронной. Соответственно увеличивались и динамические характеристики: от 200 км/ч в обычной версии до 275 км/ч в самой скоростной. Коробку передач и задний мост пробовали взять у Renault GTA, но в итоге вернулись к деталям Citroën. Наконец через 20 лет производства 4-цилиндровый двигатель заменили на V8 объёмом 3,5 литра с турбонаддувом, разгоняющий автомобиль до 290 км/ч; ускорение до 100 км/ч занимало 4,4 секунды.

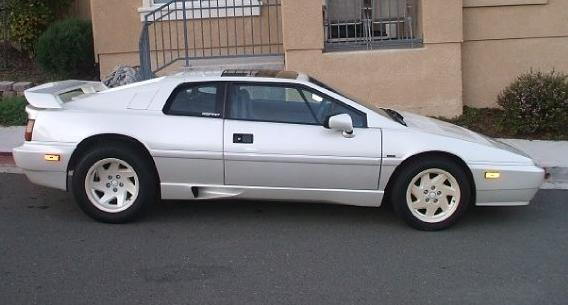
Дизайн Питера Стивенса (1988)

К этому времени угловатый дизайн Джуджаро уже устарел и нужно было обновить экстерьер, чем занялся Питер Стивенс. Кроме того, пришлось серьёзно поработать над надёжностью и комфортом управления. Модель получила новую подвеску, колёса диаметром 17" спереди и 18" сзади, усиленные тормоза, перемещённые ближе к дифференциалу, заднее антикрыло и аудиосистему Alpine. В результате автомобиль получил более округлый вид, но стал тяжелее. Тем не менее, это не мешало ему улучшить динамические характеристики за счёт уменьшения лобового сопротивления. К тому же выпуск модели стал более стабильным, упорядоченным и менее дорогим.

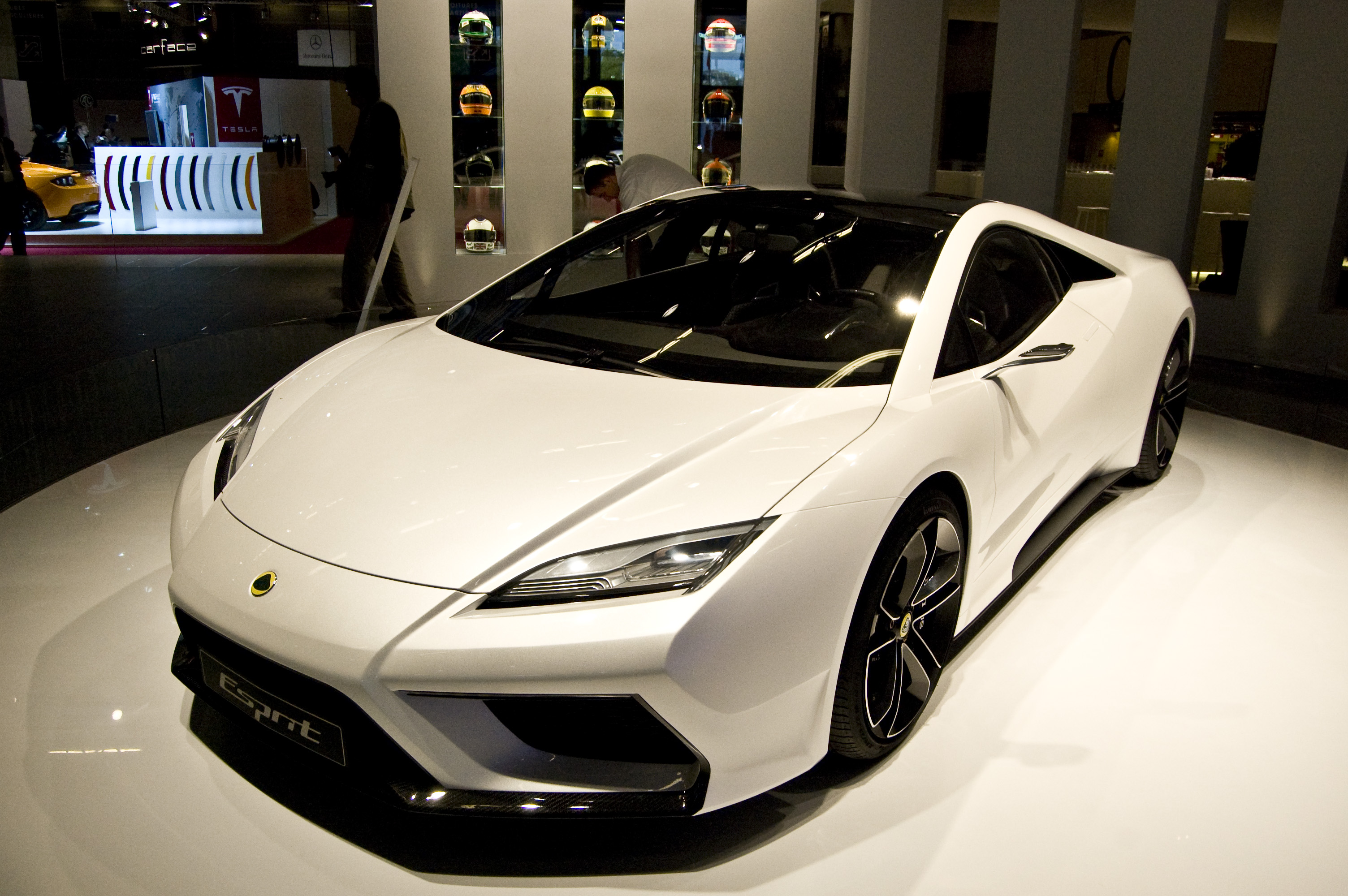
Прототип нового поколения Esprit

В 2010 году на Парижском автосалоне, наряду с четырьмя другими предлагаемыми новыми автомобилями (все впоследствии так и не вышли в серию) Lotus представил полностью обновлённое новое поколение Esprit, которое планировалось запустить в производство в конце 2013 года и начать продавать весной 2014 года. Однако 29 сентября 2014 года Lotus объявил, что новый Esprit не будет производиться.